# Aielo de Malferit
Aielo de Malferit (em valenciano e oficialmente) ou Ayelo de Malferit (em castelhano) é um município da Espanha na província de Valência, Comunidade Valenciana. Tem 27 km² de área e em 2021 tinha 4 592 habitantes (densidade: 170,1 hab./km²).
É famosa devido à produção vinícola, especialmente de videiras americanas e licores. 

## Demografia
| Variação demográfica do município entre 1991 e 2004 | Variação demográfica do município entre 1991 e 2004 | Variação demográfica do município entre 1991 e 2004 | Variação demográfica do município entre 1991 e 2004 |
| --------------------------------------------------- | --------------------------------------------------- | --------------------------------------------------- | --------------------------------------------------- |
| 1991                                                | 1996                                                | 2001                                                | 2004                                                |
| 3823                                                | 3924                                                | 4155                                                | 4320                                                |